# تريفي
تريفي (بالإيطالية: Trevi)‏ هي بلدية في مقاطعة بيرودجا في إقليم أومبريا في إيطاليا.

## السكان
في سنة 1861 بلغ عدد السكان 4٬756 نسمة، وتطور العدد ليصل في سنة 2011 لـ 8٬335 نسمة.
يظهر هذا المخطط البياني تطور النمو السكاني لـ تريفي